# المكيدفين (المضاربة والعارة)

تعديل مصدري - تعديل

المكيدفين هي إحدى قرى عزلة المضاربة بمديرية المضاربة والعارة التابعة لمحافظة لحج، بلغ تعداد سكانها 133 نسمة حسب تعداد اليمن لعام 2004.